# Frank af Petersens
Frank Herman af Petersens, född 16 maj 1877 i Göteborg, död 17 augusti 1944 i Kristianstad, var en svensk jägmästare.

## Biografi
af Petersens avlade studentexamen 1896 och utexaminerades från Skogsinstitutet år 1900. Därefter hade han förordnanden som assistent och biträdande jägmästare men tillträdde 1905 som länsjägmästare i Blekinge län, liksom i Kristianstads län 1910 och Malmöhus län 1913. Han tilldelades utmärkelserna riddare av Vasaorden år 1926 och Dannebrogorden året därpå.
Frank af Petersens var son till översten August af Petersens och Gerda Berger samt dotterson till Mauritz Theodor Berger. Han gifte sig den 17 oktober 1905 med Margareta (Greta) Hygrell, född 19 december 1884 i Västerås, död 17 april 1976. I äktenskapet föddes flera barn, däribland fotografen Lennart af Petersens. Makarna af Petersens är begravda på Östra kyrkogården i Västerås.

## Utmärkelser
- Riddare av Vasaorden, 1926.
- Riddare av Dannebrogorden, 1927.